# 544 до н. е.

## Події
- 59-ті Олімпійські ігри
- Поблизу міста Фіреї відбулася «битва чемпіонів», в якій спартанці розбили армію Аргосу.

### Астрономічні явища
- 26 лютого. Часткове сонячне затемнення.[1]
- 27 березня. Часткове сонячне затемнення.[1]
- 20 вересня. Часткове сонячне затемнення.[1]

## Народились
- Сунь-цзи — китайський стратег і мислитель.